# Anopheles sacharovi
Anopheles sacharovi är en tvåvingeart som beskrevs av Jules Favre 1903. Anopheles sacharovi ingår i släktet Anopheles och familjen stickmyggor. Inga underarter finns listade i Catalogue of Life.